# Перший Віденський арбітраж

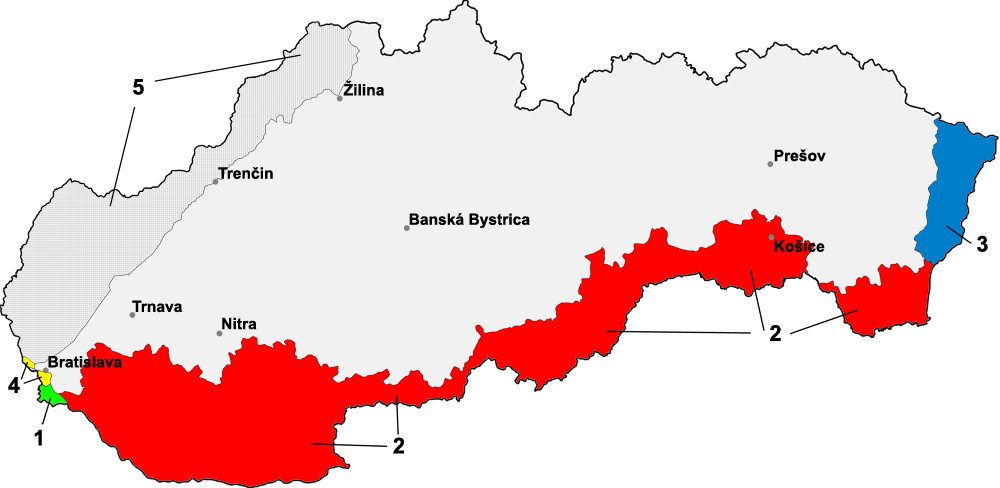
Територіальні зміни Словаччини згідно з Першим Віденським арбітражем:
1 — до 15 жовтня 1947 частина Угорщини
2 — Південна Словаччина, 2 листопада 1938 — 8 травня 1945 у складі Угорщини
3 — східна частина Словаччини, терени громад Стащину й Собранці, 4 квітня 1939 — 8 травня 1945 належав Угорщині
4 — Девін i Петржалка, 1/20 листопада 1938—1945 у складі Німеччини
5 — Німецька зона, створена за угодою між Німеччиною і Словаччиною, 23 березня 1939

Карта Карпатської України. Червоною лінією позначено територію, яка відійшла до Угорське королівство 2 листопада 1938

Перший віденський арбітраж було проведено 2 листопада 1938 року у Відні, в Бельведерському палаці міністрами закордонних справ Німеччини — Йоахімом фон Ріббентропом та Італії — Галеаццо Чіано для вирішення «угорського питання» в Чехословаччині. Необхідність термінового врегулювання чехословацько-угорського національно-територіального конфлікту була прописана в Мюнхенській угоді, підписаній 30 вересня 1938 року.
Під час Першого Віденського арбітражу арбітри з нацистської Німеччини і фашистської Італії шукали спосіб ненасильницького задоволення територіальних претензій Угорщини, пов'язаних з переглядом Тріанонського договору 1920 року.
У результаті Першого Віденського арбітражу від Чехословаччини були відокремлені та передані Угорщині південна частина Підкарпатської Русі (Карпатської України) і райони південної Словаччини, населені переважно угорцями. Таким чином Угорщина повернула частину територій, втрачених у результаті розпаду Австро-Угорщини після Першої світової війни. Загальна площа переданих Угорщині територій склала 12 400 км², де проживало понад 1 млн осіб. Протягом листопада 1938 року — березня 1939 року пройшла делімітація чехословацько-угорського кордону, яка визначила тільки її словацьку ділянку, що нібито дозволило Угорщині, після проголошення незалежності Словаччини 14 березня 1939 року (і таким чином де-факто розпаду Чехо-Словаччини), почати окупацію частини Підкарпатської Русі.

## Переговори

### Перед початком переговорів

Яскраво коричневим кольором показані території приєднані до Угорщини згідно з Першим Віденським арбітражем у 1938 році

Угорщина відкрито планувала повернення колишніх угорських територій — південної Словаччини і Карпатської Русі. На деякі терени Словаччини претендувала й Польща. Проте Угорщина, в якої в результаті Тріанонського договору 1920 практично не залишилося армії, побоювалася військового конфлікту з добре озброєною Чехословаччиною. Як сказав Горті 16 жовтня 1938, «Угорська військова інтервенція була б лихом для самої Угорщини, оскільки чехословацька армія має найкращу зброю в Європі, а Будапешт розташований всього лише за п'ять хвилин льоту літака від чехословацького кордону. Вони нейтралізують мене перш, ніж я встану з ліжка»[джерело?].
30 вересня 1938 було укладено Мюнхенську угоду, що вирішила долю німецького населення Чехословаччини. Під тиском Польщі й Угорщини до угоди були додані додатки, що вимагали від чехословацького уряду в тримісячний термін шляхом двосторонніх переговорів вирішити з Польщею та Угорщиною питання щодо територій з переважно польським та угорським населенням, в іншому випадку питання повинно було бути вирішене чотирма підписантами Мюнхенської угоди (Німеччиною, Італією, Великою Британією і Францією). Проте принцип відповідальності чотирьох підписантів за всі важливі події в Європі був порушений Польщею, що вже 1 жовтня взяла курс на анексію Заолжя після ультиматуму, висунутого Чехословаччині 21 вересня. Переговори, необхідні за Мюнхенською угодою, почалися лише 25 жовтня 1938 року, за їх підсумками, 1 грудня до Польщі перейшло ще 226 км² території, цього разу в північній Словаччині, на якій проживало 4 280 осіб, лише 0,3 % з яких були поляками.
Після того, як на початку жовтня Німеччина окупувала Судетську область, від Чехословаччини 6 жовтня відокремилася Словаччина, а 11 жовтня оголосила про свою автономію Підкарпатська Русь.

### Основні переговори
Відповідно до додаткових додатків до Мюнхенської угоди, 1 жовтня 1938 Угорщина зажадала, щоб Чехословаччина почала переговори. Під міжнародним тиском Чехословаччина мусила погодитися. Переговори проходили з 9 по 13 жовтня 1938 року в Комарно, на словацькому березі Дунаю.
Чехословацьку делегацію очолював прем'єр-міністр маріонеткової Словацької республіки Йозеф Тисо. Ще до неї входили міністр юстиції Словацької республіки Фердинанд Дюрчанський і генерал Рудольф Вієст. Празький уряд представляв доктор Іван Крно, політичний директор чехословацького міністерства закордонних справ, в ранзі надзвичайного і повноважного посла. Автономну Підкарпатську Русь представляв Іван Парканій, міністр без портфеля уряду Підкарпатської Русі. Угорську делегацію очолювали міністр закордонних справ Калман Кан'я і міністр освіти Пал Телекі. Чехословацька делегація (складалася в основному зі словаків) була недосвідченою і непідготовленою, оскільки в маріонеткового уряду було занадто багато внутрішніх проблем, що вимагають невідкладного вирішення. На противагу цьому угорська делегація складалася з досвідчених персон (наприклад, Пал Телекі був відомим експертом з географії), і в угорського уряду була можливість обговорити з ними 8 жовтня план майбутніх переговорів.
Різниця в аргументації двох сторін полягала в тому, що угорська сторона спиралася на дані перепису 1910 року (як Німеччина на Мюнхенській конференції), в той час як чехословацька — на дані 1930 року, оскаржуючи достовірність угорських цифр, а згодом наводила дані угорських переписів населення, що проводилися до 1900 року. Однією з основної причин розбіжності в цифрах була велика кількість людей змішаного походження, а також людей, вільно володіли як словацькою, так і угорською мовами — вони могли легко оголосити себе під час перепису як словаками, так і угорцями (залежно від того, що їм здавалося вигіднішим). Іншою причиною розбіжності в цифрах переписів було те, що обидві країни воліли заповнювати вакансії в державних структурах представниками титульних національностей, чия лояльність державі не викликала сумніву. Останнє призвело до того, що після набрання чинності Тріанонського договору значне число держслужбовців та інтелігенції угорського походження покинуло Чехословаччину (те ж саме спостерігалося після набрання чинності рішень Першого Віденського арбітражу, але вже стосовно словаків). Згідно з офіційною угорською статистикою, в 1918—1924 роках свої будинки були змушені покинути 107 000 угорців (близько 10 % угорського населення Чехословаччини).
Угорська сторона зажадала повернення двох населених пунктів, які після Першої світової війни виявилися поділені кордоном. Чехословацька сторона погодилася передати Угорщині селище Словенске Нове Место (до 1918 року — передмістя угорського міста Шаторальяуйхей) та місто Шагі. 12 жовтня ці два населених пункти були передані Угорщині.

На початку переговорів Угорщина зажадала територію південної Словаччини та Підкарпатської Русі аж до лінії (включно) Девін — Братислава — Нітра — Тлмаче — Левіце — Лученец — Рімавска Собота — Єлшава — Рожнява — Кошиці — Требішов — Павловце-над-Угом — Ужгород — Мукачево — Виноградів. У 1930 році на цій території проживало 23 % населення Словаччини. Далі угорці зажадали, щоб на решті території Словаччини було проведено плебісцит, на якому словаки б висловилися з питання входження до складу Угорщини.

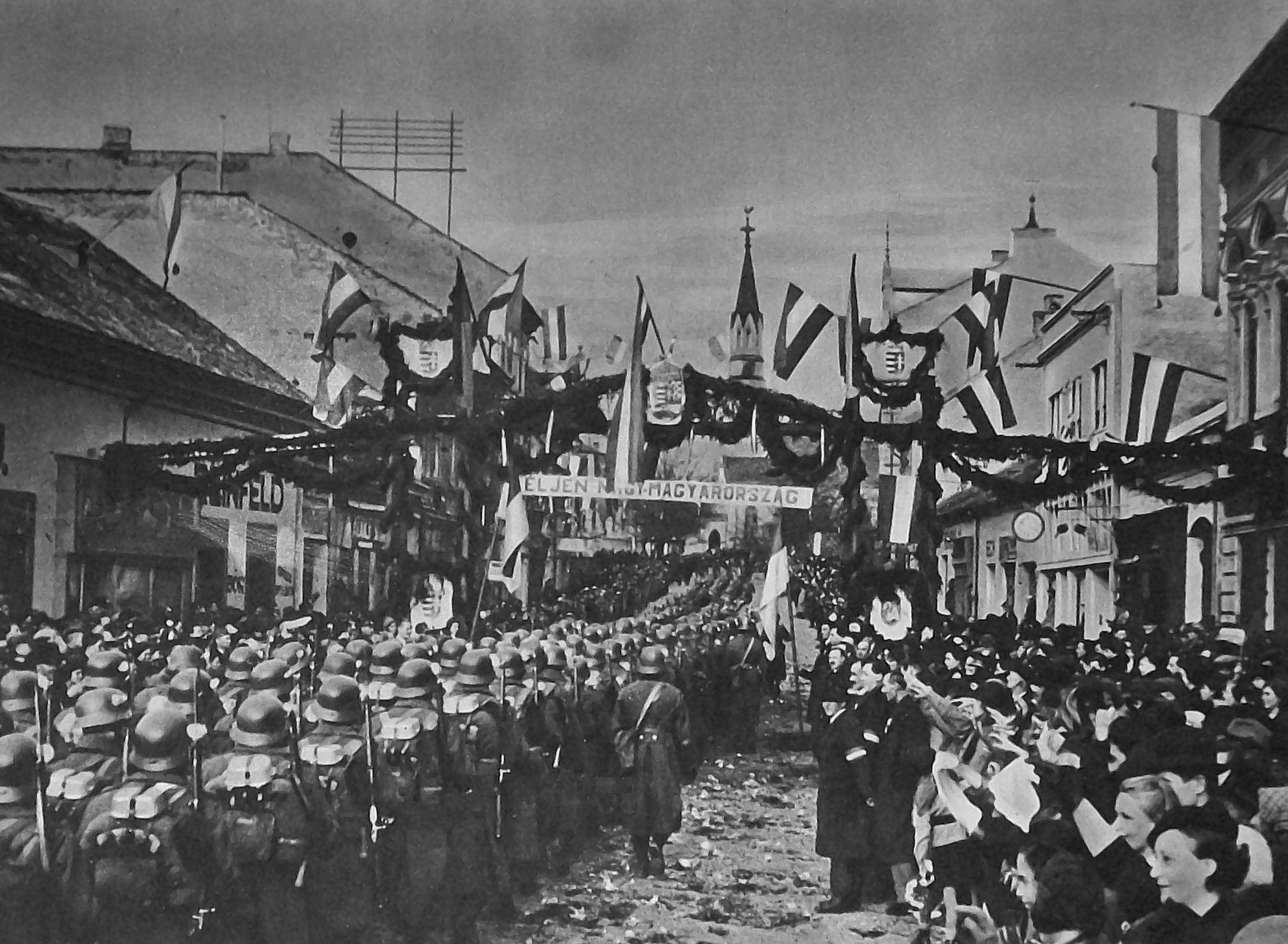
10.11.1938 Угорські війська зайняли Лученец

У свою чергу чехословацька делегація запропонувала створення угорської автономії у складі Словаччини. Кан'я охарактеризував цю пропозицію як жарт. Тоді Чехословаччина запропонувала передати Угорщині Житній острів, створити порто-франко в Комарно і провести обмін населенням в інших прикордонних регіонах. Оскільки Угорщина відкинула і цю пропозицію, 13 жовтня Чехословацька делегація запропонувала інше рішення, згідно з яким в Угорщині залишалося б стільки словаків та русинів, скільки угорців в Чехословаччині; це дозволило б Чехословаччині залишити за собою основні міста регіону — Левиці, Кошиці та Ужгород. Ця пропозиція не підійшла для Угорщини: було незрозуміло, чому русини, які є національною меншиною в обох країнах, зараховуються в словацькому варіанті як словаки. Увечері 13 жовтня, після консультацій з Будапештом, Кан'я заявив, що переговори провалилися, і попросив чотирьох підписантів Мюнхенської угоди виступити суддями. Оскільки Велика Британія і Франція вирішили не брати участь у вирішенні питання кордону, арбітрами стали німецький міністр закордонних справ Йоахім фон Ріббентроп та італійський міністр закордонних справ Галеаццо Чіано. На жаль, немає опублікованих документів, що пояснюють причини, з яких Велика Британія і Франція усунулися від вирішення прикордонного питання.

### Після переговорів
5 жовтня 1938 Німеччина негласно вирішила, що «з військової точки зору наявність спільного польсько-угорського кордону небажана», і що «з військової точки зору для Німеччини краще, щоб Словаччина не виходила з Чехословацького союзу, але залишалася там під сильним німецьким впливом».
13 жовтня, в день провалу переговорів, Угорщина оголосила часткову мобілізацію, а незабаром після цього Словаччина ввела воєнний стан у прикордонній зоні. Угорщина відправила делегації до Німеччини й Італії. Граф Чакі вирушив до Риму, й Італія почала підготовку чотиристоронньої конференції — на кшталт тієї, що призвела до підписання Мюнхенської угоди. 16 жовтня угорський посол в Німеччині Кальман Дараньї передав Гітлеру, що Угорщина готова до війни. Гітлер заявив, що угорці брехали йому, кажучи, що словаки та русини за будь-яку ціну хочуть приєднання до Угорщини, й оголосив, що якщо Угорщина почне бойові дії, то її ніхто не підтримає. Він порадив Угорщині продовжити переговори і дотримуватися етнічних принципів. За підсумками цієї розмови Ріббентроп у співпраці з угорцями і в присутності чехословацького (чеського) міністра закордонних справ Франтішека Хвалковського оформив угорські пропозиції в нову лінію кордону — «лінію Ріббентропа». Вона краще дотримувалася етнічних принципів, але на практиці мало чим відрізнялася від лінії, раніше запропонованої Угорщиною. Під час вироблення цієї лінії Ріббентроп зв'язався з Італією, і порадив їй відкинути плани скликання чотиристоронньої конференції, оскільки Німеччина воліє діяти без розголосу.
Після повернення до Праги чехословацький міністр закордонних справ порекомендував погодитися на «лінію Ріббентропа». Проте 19 жовтня представники Словаччини Тісо і Дюрчанський зустрілися в Мюнхені з Ріббентропом, і стали переконувати його залишити Кошиці (де згідно з переписом 1910 року 75 % жителів були угорцями) за Чехословаччиною і погодитися на те, щоб в Чехословаччині залишилося стільки ж угорців, скільки словаків і русинів в Угорщині. Через кілька днів виявилося, що Ріббентроп дуже незадоволений угорцями. Як записав італійський міністр закордонних справ Чіано, «Правда полягає в тому, що він хоче захистити Чехословаччину настільки, наскільки вдасться, і згоден пожертвувати амбіціями — навіть законними амбіціями — Угорщини».
З 17 жовтня загострилася ситуація навколо Підкарпатської Русі. Польща запропонувала розділити Підкарпатську Русь між Польщею, Угорщиною і Румунією. Румунія, будучи пов'язаною з Чехословаччиною договором про допомогу проти Угорщини, відмовилася, і навіть запропонувала Чехословаччині військову допомогу в Підкарпатті. У відповідь Угорщина почала спонукати представників Підкарпаття до приєднання до Угорщини. Оскільки створення спільного кордону, що виник би в результаті анексії Угорщиною Підкарпатської Русі, було давньою мрією Польщі та Угорщини, Польща спрямувала до кордону війська. Проте Німеччина погоджувалася на створення польсько-угорського кордону тільки в тому випадку, якщо б Польща натомість передала Німеччині Данцизький коридор. Польща відхилила німецьку пропозицію. 20 жовтня представники русинів виробили резолюцію, більш-менш підтримуючу проведення плебісциту з питання входження Підкарпатської Русі до складу Угорщини. П'ять днів по тому підкарпатський прем'єр-міністр Андрій Бродій був заарештований в Празі, і замість нього прем'єр-міністром Підкарпатської Русі став міністр закордонних справ Августин Волошин. Волошин був згоден розглядати лише питання про передачу Угорщині територій з переважно угорським населенням, і відкинув ідею плебісциту.

### Відновлення переговорів
Тим часом між Угорщиною і Чехословаччиною поновилися переговори по дипломатичних каналах. У результаті словацького візиту до Мюнхена 19 жовтня Чехословаччина зробила 22 жовтня свою «третю територіальну пропозицію»: Чехословаччина погоджувалася передати Угорщині 9.606 км² у південній Словаччині і 1.694 км в Підкарпатської Русі; Чехословаччина б зберегла Братиславу, Нітру й Кошиці. Угорщина відкинула пропозицію і зажадала, щоб запропоновані Чехословаччиною території були негайно передані Угорщині, щоб на спірних територіях був проведений плебісцит, і щоб Підкарпаття «самостійно обрало своє майбутнє». Угорщина також попередила, що якщо Чехословаччина відкине пропозицію, то Угорщина вимагає арбітражу (італо-німецького в західній Словаччині та італо-німецько-польського в східній Словаччині та Підкарпатській Русі). Чехословаччина відкинула вимоги, але погодилася на арбітраж. Обидві сторони сподівалися, що їхні претензії будуть підтримані Німеччиною. Тим часом Велика Британія і Франція не проявили жодного інтересу до арбітражу, але були готові взяти участь у чотиристоронньої конференції, якби така була скликана.

### Перед арбітражем
Чехословаччина, проте, недооцінила угорського впливу на Італію. Угорщина продовжувала переконувати Італію, що потужний німецький вплив у Чехословаччині може бути нейтралізований сильною Угорщиною, підтриманою Італією. Внаслідок цього, 27 жовтня італійський міністр закордонних справ Чіано переконав Ріббентропа — який тим часом знову змінив думку, і тепер підтримував ідею чотиристоронньої конференції — що італо-німецький арбітраж був би хорошою ідеєю, тому що був великим кроком проти франко-британського впливу. Після довгих коливань Ріббентроп також поступився переконанню у тому, що арбітраж не повинен обмежуватися етнічними принципами, і що потрібно передати Угорщині такі важливі чехословацькі міста, як Кошиці, Ужгород і Мукачево. Передача двох останніх, проте, означала, що Підкарпатська Русь виявиться відрізаною від своїх економічних центрів і не зможе вижити. Чехословаччина була не в курсі цієї зміни думки Ріббентропа, і словацькі лідери розраховували на сприятливе для них рішення арбітражу.
29 жовтня 1938 Чехословаччина та Угорщина офіційно попросили Італію і Німеччину провести арбітраж, заздалегідь погоджуючись з його результатами.

## Арбітраж

### Делегації
Арбітраж був проведений у Відні міністрами закордонних справ Німеччини (Йоахім фон Ріббентроп) та Італії (Галеаццо Чіано). Угорську делегацію очолював міністр закордонних справ Угорщини Калман Кан'я, його супроводжував міністр освіти Пал Телекі. Чехословацьку делегацію очолювали міністр закордонних справ Чехословаччини Франтішек Хвалковський і Іван Крно. У чехословацьку делегацію також входили представники Підкарпатської Русі — прем'єр-міністр Августин Волошин — і Словаччини (прем'єр-міністр Йозеф Тісо і міністр юстиції Фердинанд Дюрчанський). На арбітражі був присутній Герман Герінг.

### Процес арбітражу
Арбітраж почався в Бельведерському палаці Відня опівдні 2 листопада 1938. Чехословацькій та угорській делегаціям було запропоновано викласти свої аргументи. Хвалковський був коротким, і залишив виклад чехословацької точки зору на долю міністра Крно. Після цього Ріббентроп чинив опір тому, щоб свої точки зору офіційно виклали Тісо і Волошин: згідно з поясненням Ріббентропа, Тисо і Волошин були членами чехословацької делегації, і не могли розглядатися як третя сторона.
Арбітри Ріббентроп і Чіано продовжили переговори з делегаціями за обідом, а потім пішли в окрему кімнату, де продовжили обговорення над картою. Рішення арбітражу були оголошені близько 19:00 години.

### Рішення арбітражу
Чехословаччину зобов'язали передати Угорщині території в південній Словаччині та південному Підкарпатті на південь від лінії Собота — Єлшава — Рожнява — Кошиці — Міхаляни — Вельке Капушани — Ужгород — Мукачево — кордон з Румунією. Таким чином Чехословаччина залишила за собою західнословацькі міста Братислава і Нітра, в той час як Угорщина отримала три спірні східні міста і чотири населені пункти в центральному регіоні. Площа переданої території склала 11 927 км² (з них 10 390 припадають на територію сучасної Словаччини, решта — Україна), на ній проживало близько 1 060 000 осіб.
| .                                | Площа (км²) | Населення | Угорці    | Угорці   | Словаки   | Словаки  |
| .                                | Площа (км²) | Населення | Кількість | Доля (%) | Кількість | Доля (%) |
| -------------------------------- | ----------- | --------- | --------- | -------- | --------- | -------- |
| Чехословацький перепис 1930 року | 11 927      | 852 332   | 506 208   | 59       | 290 107   | 34       |
| Угорський перепис 1941 року      | 11 927      | 869 299   | 751 944   | 84,1     | 85 392    | 9,8      |

У неанексованій частині Словаччини залишилося згідно зі словацькими джерелами — 67 000 угорців, згідно з угорськими джерелами — 70 000.
Словаччина втратила 21 % території, 20 % промисловості, 30 % сільськогосподарських угідь, 27 % електростанцій, 28 % родовищ залізної руди, 50 % виноградників, 35 % поголів'я свиней, 930 км залізничних колій. Східна Словаччина втратила своє головне місто — Кошиці. Східна Словаччина і багато міст південної Словаччини втратили залізничний зв'язок зі світом, оскільки єдина залізнична гілка йшла через анексовані терени, а кордон виявився закритим. Карпатська Русь втратила два головні міста — Ужгород і Мукачево — та всі родючі землі.
Крім того, Третій рейх отримав у результаті арбітражу частини Братислави — Девін і Петржалку.
У рішенні арбітражу було сказано, що «обидві сторони приймають рішення арбітражу як остаточне вирішення питання про проходження кордону».

## Після арбітражу
Підсумки арбітражу виявилися дуже невигідними для Словаччини та Підкарпатської Русі. Згодом це дозволило Німеччині отримати контроль над стратегічно важливою територією в центрі Європи, нацьковуючи Угорщину і Словаччину один на одного, оскільки обидві ці країни розраховували на німецьку підтримку.

### Наслідки арбітражу
Незабаром після того, як були оголошені рішення арбітражу, Янош Естергазі — лідер угорської меншини в Словаччині — запропонував, щоб Угорщина повернула Словаччині 1000 км² території, на якій переважало словацьке населення (райони Шурани і Паларіково), щоб забезпечити довгострокове мирне співіснування двох націй. Його пропозиція була проігнорована Будапештом.
З 5 по 10 листопада 1938 Гонвед зайняв передані території. 11 листопада 1938 угорський регент Міклош Горті особисто прибув у головне місто переданої території — Кошиці. До того часу місто покинули 15 000 чехів і словаків (чехи жили там з 1919 року), ще 15 000 мали зробити це до кінця місяця, залишитися мало близько 12 000 словаків і жодного чеха.
Переданні Чехословаччиною території історичної Верхньої Угорщини були офіційно включені до складу Угорщини рішенням угорського парламенту від 12 листопада 1938 року. Згідно з історичним адміністративним поділом Угорського королівства, на нових територіях було утворено два нові медьє з адміністративними центрами в Нове Замки і Левиці, частина земель увійшла до складу існуючих угорських медьє.
Оскільки під час арбітражу нова межа була проведена на великомасштабній мапі, то під час процесу делімітації кордону Угорщина змогла пересунути його ще далі на північ. Чехословаччина не протестувала, оскільки її уряд боявся нового арбітражу.
14 березня 1939 року під тиском Гітлера Словаччина оголосила про свою незалежність. Чехословаччина припинила своє існування. Потому Гітлер поінформував Угорщину, що вона може протягом 24 годин окупувати південну частину автономної Карпатської України, але не повинна чіпати решту терену Словаччини. 15 березня 1939  року Карпатська Україна проголосила незалежність республіки, але в цей час уже тривала угорська агресія і до 18 березня її територія була окупована Угорщиною.
15 березня угорські війська зайняли невелику ділянку території власне Словаччини. Не спостерігаючи реакції, 23 березня Угорщина зробила велике вторгнення в східну Словаччину, маючи намір «просунутися на захід настільки, наскільки вдасться». Після невеликої словацько-угорської війни Угорщина отримала ще 1 897 км² території Словаччини з 69 630 мешканцями — в основному словаками або русинами-українцями. Угорщина заявила, що не вважає це порушенням рішень Віденського арбітражу, оскільки він стосувався відносин Угорщини та Чехословаччини, а Чехословацька держава вже кілька днів як не існує.

### Життя на територіях, які перейшли до Угорщини
У зв'язку з тим, що після того, як по Тріанонському договору 1920 року Угорщина втратила значну частину своєї території, її економіка впала в депресію, рівень життя в міжвоєнній Чехословаччині був вищим за рівень життя в Угорщині. В результаті рівень життя мешканців переданих Угорщині територій знизився, бо в Угорщині робочий день був довший, зарплати — нижчі, ціни і податки — вищі тощо.
На порушення документів арбітражу Угорщина ввела на приєднаних територіях військове управління, і не забезпечила охорони прав національних меншин — навпаки, почалося переслідування словаків, русинів, євреїв і навіть німців. Було закрито більшість словацьких навчальних закладів, звільнено 862 з 1 119 словацьких вчителів. 5 листопада 1938 начальник угорського генерального штабу видав наказ про вигнання з анексованих приєднаних територій всіх чеських і словацьких колоністів, угорський уряд пішов на переговори лише тоді, коли обурений уряд Словаччини зробив аналогічні заходи проти наявних на території Словаччини угорців.
Багато словаків, румунів та русинів було в 1942 році мобілізовано у 2-гу армію і відправлено на Східний фронт. Після розгрому цієї армії під час Острогозько-Россошанської операції Радянською армією, угорський прем'єр-міністр Міклош Каллаї 23 лютого 1943 заявив: «Дяка Богу, що розгром угорської армії не сильно торкнувся угорської нації, тому що представники інших національностей втратили більше».

### Після Другої світової війни
Після того, як на передані Угорщині території прийшла Радянська армія, вони — як і недовготривала Перша словацька республіка — знову стали частиною Чехословаччини. Після війни ті угорці, які не були учасниками Руху Опору, розглядалися в Чехословаччині як військові злочинці. На відміну від того, що було зроблено з німцями, Союзники не дозволили провести депортацію угорців — замість цього був влаштований «обмін населенням»: 68 407 угорців було переселено в Угорщину, а словаки з Угорщини були переселені до Чехословаччини. Ще 31 780 угорців було виселено тому, що вони переселилися на ці території вже після Віденського арбітражу. Угорцям і німцям довелося пройти процес словакизації. Ще раніше, для асиміляції угорців у Чехословаччині, близько 44 тисяч угорців і 100 000 словаків було послано на роботи в Судетську область, звідки були виселені німці. Рік чи два потому угорцям було дозволено повернутися в південну Словаччину, і близько 24 тисяч з них скористалися цією можливістю. Цей період свавілля завершився з приходом до влади в 1948 році комуністів, після чого угорці — на відміну від німців — знову отримали чехословацьке громадянство і були відновлені в усіх правах, за винятком майнових (див. Декрети Бенеша). У жовтні 1948 року чехословацький парламент повернув чехословацьке громадянство всім угорцям, які жили в Словаччині на момент 1 листопада 1938 і не звинувачувалися в злочинах.

## Нуліфікація
Ще під час війни Союзники оголосили рішення Віденських арбітражів юридично скасованими, оскільки вони були прямим наслідком також скасованої Мюнхенської угоди. Це було підтверджено Паризькою мирною конференцією 1947, коли 10 лютого 1947 був підписаний мирний договір з Угорщиною, стаття 1 (4a) якого свідчила: «Рішення Віденського арбітражу від 2 листопада 1938 року оголошується юридично скасовані». У договорі було сказано, що кордон між Угорщиною і Чехословаччиною встановлюється по лінії кордону, що існував між Угорщиною і Чехословаччиною на 1 листопада 1938 року (за винятком переданих Чехословаччині трьох сіл на південь від Братислави — Русовце, Чуново, Яровце (нині частина Братислави V)). Підкарпатська Русь в кінці червня 1945 року була передана СРСР.

## Ресурси Інтернету
- Text of the first arbitral award of Vienna, from a UN website [Архівовано 3 квітня 2012 у Wayback Machine.]
- Text of the first arbitral award of Vienna
- Edward Chaszar: The Czechoslovak-Hungarian Border Dispute of 1938
- Additional Annexation of Eastern Slovakia by Hungary, 23-26 March 1939 [Архівовано 24 березня 2012 у Wayback Machine.]
- Александр Пеганов.  ‘Чехо-словацко-венгерские переговоры в ноябре 1938 – марте 1939 г. о реализации Венского арбитражного решения’ // Российские и славянские исследования 3 (2009): 205–210 [Архівовано 9 квітня 2018 у Wayback Machine.].
- Анатолий Сальков. " Первый венский арбитраж и проблема Южной Словакии (Верхней Венгрии) в ноябре 1938 - марте 1939 г." // ВЕСНІК БДУ. СЕРЫЯ 3, Вып. 2 (2011): 26-33 [Архівовано 9 квітня 2018 у Wayback Machine.].